# Sesso asciutto
La definizione sesso asciutto, più nota con la locuzione inglese dry sex, si riferisce alla pratica, particolarmente diffusa nell'Africa subsahariana, di ridurre al minimo le secrezioni vaginali mediante l'uso di diversi metodi sia chimici che fisici, in modo da rendere il canale vaginale completamente asciutto durante la penetrazione sessuale.

## Descrizione
Questa pratica ha l'obiettivo di accrescere l'intensità delle sensazioni maschili, ma viene applicata dalle donne soprattutto per evitare di essere considerate negativamente a causa dell'eventuale lubrificazione genitale derivante dal piacere sperimentato nel rapporto.
L'uso di questa pratica provoca sofferenza vaginale alle donne e un incremento della trasmissione di malattie sessualmente trasmissibili (MTS), in particolare l'Aids, a causa delle lacerazioni o infiammazioni provocate dall'attrito del pene all'interno della vagina. 
Inoltre tale pratica è evidentemente incompatibile con l'uso del profilattico.

### Altri significati
In ambito occidentale, la locuzione "sesso asciutto" viene anche utilizzata per definire le pratiche sessuali che prevedono un contatto sessuale svolto mantenendo i vestiti, o una parte di vestiti a coprire le zone genitali, così facendo non si viene a contatto con i fluidi corporali genitali, da qui l'appellativo "sesso asciutto" (in inglese Dry Sex) che non prevede dunque alcun tipo di penetrazione.  È simile ad un petting spinto, psicologicamente potrebbe essere meno impegnativo, in cui però i partner arrivano ad una completa soddisfazione sessuale.